# Ungefär såhär
Ungefär såhär är det första och enda soloalbumet av Jumper-sångaren och gitarristen Niklas Hillbom, utgivet 2004 på Cool Music Entertainment. Från skivan släpptes "Vi är idag" som singel, vilken nådde en sjundeplats som bäst på den svenska singellistan.

## Låtlista
1. "Det som jag behöver"
2. "Nånting sånt här"
3. "Vi är idag"
4. "Jag ser"
5. "För svag"
6. "Andetag"
7. "Vid din sida"
8. "När vinter blir vår"
9. "Tur"
10. "Ditt innersta rum"

## Mottagande
Ungefär såhär gillades av Kristianstadsbladets recensent Lisa Appelqvist. Hon konstaterade att Hillbom inte egentligen har någon sångröst, men att "När man väl vant sig börjar musiken ta form. Utkristallisera sig i enkla popmelodier som döljer mer än man kan ana från början. Janne Lundkvists produktion rymmer flera lager av nyanser och infallsvinklar som sällsamt skapar en tredimensionell ljudbild, så ofta bortslarvad i dagens popindustri."
Expressens recensent Anders Nunstedt sågade skivan och gav den betyget 1/5. Han skrev: "Precis som Jumper ganska snart kändes som ett tredje klassens Kent låter Jumper-sångaren Niklas Hillboms solodebut som ett tråkigt Paus.
Även Barometern Oskarshamns-Tidningens recensent Henrik Rydström gav skivan ett negativt omdöme och skrev "Man känner direkt igen rösten, vilket gör att tankarna går till Jumper, men Hillbom tycks vilja undvika Jumpers hitsökande. Istället vill han vara eftertänksam och reflekterande och är kanske också det, men framför allt är musiken trist och färglös. När han gör avkall på intressanta melodier (undantaget Jag ser) lägger han stort ansvar på texterna och där fallerar han rejält."

## Listplaceringar
| Lista (2004) | Topplacering |
| ------------ | ------------ |
| Sverige      | 46           |

### Fotnoter
1. ↑  ”Ungefär såhär”. http://www.discogs.com/Niklas-Hillbom-Ungef%C3%A4r-S%C3%A5h%C3%A4r/release/2643390. Läst 3 februari 2012.
2. 1 2  Placeringar på den svenska albumlistan
3. ↑  Appelqvist, Lisa (15 oktober 2004). ”Ungefär såhär”. Kristianstadsbladet. https://www.kristianstadsbladet.se/skivrecensioner/niklas-hillbom-ungefar-sahar/. Läst 3 februari 2012.
4. ↑  Nunstedt, Anders (15 oktober 2004). ”Ungefär såhär”. Expressen. Arkiverad från originalet den 31 juli 2012. https://archive.is/20120731012803/http://www.expressen.se/noje/recensioner/musik/niklas-hillbom-ungefar-sa-har/. Läst 3 februari 2012.
5. ↑  Rydström, Henrik (3 november 2004). ”Ungefär såhär”. Barometern. http://www.barometern.se/noje_o_kultur/recensioner/skivor/niklas-hillbom%2834471%29.gm. Läst 3 februari 2012.